# Lâu đài Tátika

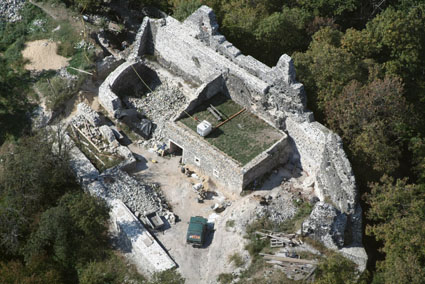
Lâu đài Tátika, Hungary (2007)

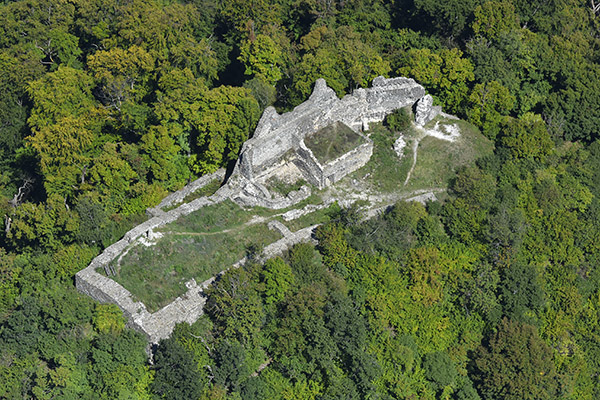
Chụp từ trên không (2018)

Lâu đài Tátika (tiếng Hungary: Tátika-vár) là một lâu đài thời Trung cổ (hiện nay còn lại tàn tích) nằm trên một ngọn đồi đá bazan cao 413 mét so với mực nước biển, ở phía tây bắc của hồ Balaton, gần thị trấn Zalaszántó, Hungary.

## Lịch sử
Lâu đài được đặt theo tên của chủ sở hữu là Tádenka (hay Tadeuka của gia tộc Tátika), người đã xây dựng lâu đài trước khi người Tatar tiến hành xâm lược khu vực này vào thế kỷ 13. Vì vậy, đây có thể là một trong những lâu đài tư nhân lâu đời nhất ở Hungary nói chung và ở khu vực hồ Balaton nói riêng.
Lâu đài Tátika bị tàn phá trong thời gian quân Thổ Nhĩ Kỳ chiếm đóng (năm 1589) và trong các cuộc tập trận quân sự (năm 1713). Năm 1741, lâu đài hoàn toàn đổ nát.
Các cuộc khai quật khảo cổ và việc trùng tu tàn tích của lâu đài được tiến hành vào năm 1980 và năm 2000. Các bức tường đổ nát vẫn còn được bảo tồn nguyên dạng. Hiện nay, khách du lịch khi đến thăm nơi đây có thể chiêm ngưỡng toàn cảnh tráng lệ của khu rừng sồi cổ thụ, cũng như trải niệm những dấu ấn lịch sử đầy thú vị từ những gì còn sót lại của lâu đài thời Trung cổ này.